# Valentinovo (Pregrada)
Valentinovo es una localidad de Croacia situada en el municipio de Pregrada, en el condado de Krapina-Zagorje. Según el censo de 2021, tiene una población de 151 habitantes.